# St Asaph
St Asaph (en anglais : St Asaph ; en gallois : Llanelwy) est une ville du nord du pays de Galles sur l’Elwy. Sa population est de 3 491 habitants (2001).
St Asaph est entourée par la campagne et offre des vues sur le Val du Clwyd. Elle est proche de plusieurs villes de la côte très actives telles que Rhyl, Prestatyn, Colwyn Bay et Llandudno. Les châteaux historiques de Denbigh et Rhuddlan sont dans son voisinage.

## Histoire

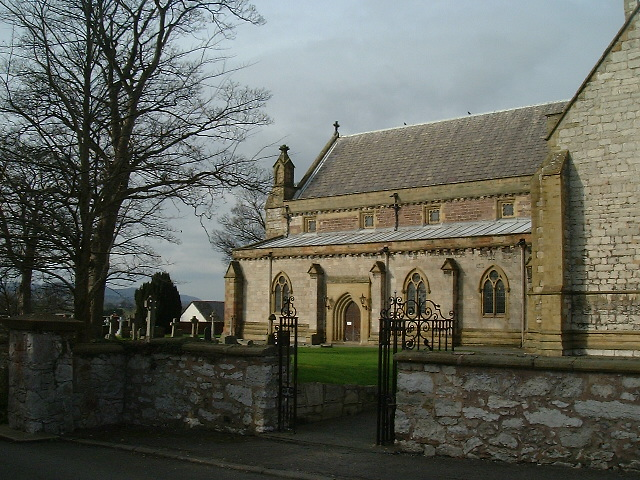
La cathédrale de St Asaph

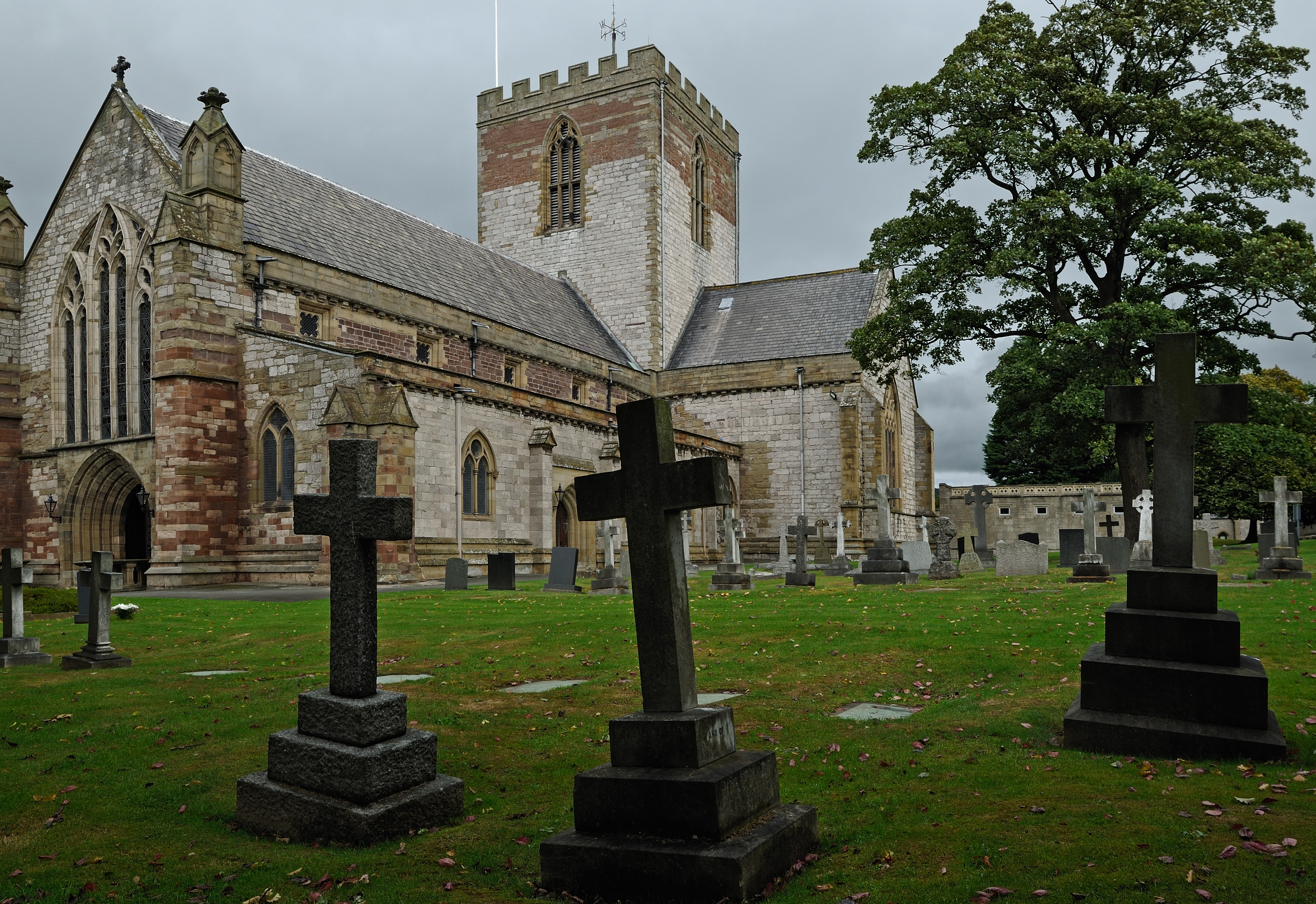
Lieu d'inhumation près de St. Cathédrale d'Asaph. Pays de Galles, Royaume-Uni

La ville semble remonter au VIe siècle, avec l’implantation d'un monastère fondé par Saint Kentigern. Elle abrite la plus petite cathédrale du Royaume-Uni, datant du XIVe siècle, et dédiée à Saint Asaph, son 2e archevêque. L’église du XIIIe siècle qui se tenait sur le site de l’actuelle cathédrale a été complètement détruite par Édouard Ier d'Angleterre et ses troupes lors de la conquête du pays de Galles.
En tant que siège d’un diocèse doté d’une cathédrale, St Asaph avait historiquement le statut de cité. N’étant plus reconnue comme telle depuis longtemps, les autorités municipales de la ville ont essayé par deux fois en 2000 et 2002 de se faire reconnaître à nouveau officiellement comme cité, mais sans succès. En 2012, ce statut a finalement été accordé.

## Festival
Chaque année a lieu le Festival international de musique du Nord du pays de Galles (Gŵyl Gerdd Ryngwladol Gogledd Cymru / North Wales International Music Festival), festival de musique classique créé en 1972, qui se déroule dans les murs de la Cathédrale de St Asaph.
À cette occasion la ville fait la promotion de son festival en se qualifiant de « City of Music », rejoignant en cela le désir de la population de reconquérir pour sa ville le statut de cité, que possède par ailleurs sa voisine de St David's pourtant moins peuplée.

## Éducation
St Asaph abrite l’Ysgol Glan Clwyd, un établissement d’enseignement secondaire en gallois qui fut ouvert en 1956 à Rhyl, sur la côte – le premier en son genre – avant de migrer vers l’intérieur à St Asaph en 1969.

## Personnalités liées à la commune
- Richard Ian Cox, comédien
- William Morgan, premier traducteur de la Bible en gallois en 1588
- Alfred Edwards (bishop) (en), historien et premier archevêque du pays de Galles
- Henry Morton Stanley, journaliste auteur de la célèbre phrase « Doctor Livingstone, I presume? » (« Docteur Livingstone, je suppose ? »)
- Felicia Hemans (1793-1835), poétesse
- Geoffroy de Monmouth, historiographe et évêque de St Asaph de 1152 à sa mort en 1154 ou 1155
- Ian Rush, joueur de football international gallois
- Greg Davies, humoriste et acteur né le 14 mai 1968 né dans la ville

(voir aussi Catégorie:Naissance à St Asaph)

## Jumelages
| Ville | Ville    | Pays | Pays   |
| ----- | -------- | ---- | ------ |
|       | Bégard   |      | France |
|       | Lanester |      | France |

### Sources
- (en) Cet article est partiellement ou en totalité issu de l’article de Wikipédia en anglais intitulé « St Asaph » (voir la liste des auteurs).